# Kokomopteridae
Famille
Genres de rang inférieur
- † Kokomopterus Kjellesvig-Waering, 1966
- † Lamontopterus Waterston, 1979

Les Kokomopteridae sont une famille fossile d'Euryptérides, et d'Arthropodes Chélicérates communément appelés "scorpions de mer".

## Classification
La famille des Kokomopteridae est décrite en 1966 par Erik Norman Kjellesvig-Waering.
La famille des Kokomopteridae est l'une des deux familles regroupées dans la super-famille des Kokomopteroidea (avec Hardieopteridae), qui à son tour est l'une des quatre super-familles classées dans le sous-ordre des Stylonurina.
Les Kokomoptérides sont des Kokomoptéroïdes caractérisés par un opisthosome indifférencié avec un rebord sur les marges. Les appendices II-V sont spinifères (dotés d'épines) comme chez Lamontopterus. L'appendice VI est non spinifère comme chez Kokomopterus.
Les Kokomopteridae ont conservé des appendices prosomaux II-IV primitifs de type Hughmilleria, inadaptés au mode d'alimentation par balayage utilisé par certaines des super-familles du sous-ordre des Stylonurina (Stylonuroidea et Hibbertopteroidea). De ce fait, ils étaient probablement principalement charognards.

## Genres
Famille Kokomopteridae Kjellesvig-Waering, 1966
- Kokomopterus Kjellesvig-Waering, 1966
- Lamontopterus Waterston, 1979